# Honda XL 600
La Honda XL 600 è una motocicletta da fuoristrada prodotta dalla casa motociclistica giapponese Honda, dotata di motore monocilindrico a quattro tempi. È stata prodotta a partire dal 1983 fino al 1987.
Questa motocicletta è stata presentata in tre differenti versioni: alla XL 600 R del 1983 sono state affiancate la XL 600 LM (1985) e la XL 600 RM (1986), con differenze cospicue nell'estetica e nell'avviamento, ma minori nella motorizzazione. Nella stessa categoria di utilizzo, è stata affiancata da modelli con cilindrata inferiore e dalla bicilindrica XLV 750 R. È stata sostituita infine dalla Honda Dominator nel 1988.

## Contesto
La nascita del segmento dual sport, motociclette con caratteristiche da fuoristrada ma ottimizzate per l'uso stradale, e il parallelo sviluppo di svariate competizioni rally raid quale la più famosa Parigi-Dakar, competizione che negli anni '80 ebbe una sempre crescente fama, fecero sì che molte case si concentrassero nello sviluppo di motociclette in grado di far sognare i deserti ma al contempo risultare vivibili nell'uso quotidiano.
Furono proprio la Honda e la Yamaha a creare le prime dual sport, nel 1976, la prima con modifiche alle scrambler XL350 e XL125 e la seconda con un modello ex-novo, la XT500. Esse furono seguite a ruota dalle altre case nipponiche; i marchi europei, invece, tardarono a seguire questa moda nascente, presentando alcune monocilindriche ma concentrandosi soprattutto sulle bicilindriche, come la R80 GS o le Cagiva Elefant.
Dalla fine degli anni '70 ai primi anni '80, queste enduro agili e leggere crebbero in cilindrata e in peso, alla rincorsa di prestazioni maggiori che portarono a frequenti avvicendamenti nelle classifiche dei vari rally raid disputati in Africa e nel resto del mondo: in seguito al grandissimo successo commerciale, inoltre, le case cominciarono a introdurre modifiche atte a farne mezzi più comodi nell'uso su strada, dando il via ad una piccola rivoluzione nel mondo del turismo su due ruote i cui risultati sono visibili ancora oggi (si pensi alle fortune di modelli da enduro come la BMW 1200GS o la Ducati Multistrada, a tutt'oggi tra le moto più vendute in Italia nonostante prezzi non esattamente contenuti).

## XL 600 R (1983)
La Honda XL 600 R presentava il motore monocilindrico completamente rinnovato rispetto alla XL 500, presentando le maggiori innovazioni nella testa denominata RFVC (Radial Four Valves Combustion) che, rispetto alla precedente, prevedeva una camera di combustione conformata a segmento sferico con valvole radiali. Questa soluzione permetteva di adottare valvole di distribuzione del maggior diametro possibile e di massimizzare l'efficienza, data la dispersione di calore attraverso le pareti minimizzata. La cilindrata saliva inoltre a 591 cm³, ed è introdotto il freno a disco all'anteriore.
Le valvole erano azionate da un solo asse a camme in testa comandato da catena morse e sostenuto da cuscinetti volventi, provvisto di un lobo per ciascuna valvola, che viene azionata tramite una catena di 2 bilancieri di cui uno di rinvio. L'alimentazione avveniva tramite due carburatori affiancati: il primo, sempre attivo e dotato di circuito per l'arricchimento del titolo miscela (manuale) per l'accensione, veniva affiancato dal secondo solamente in seguito a rotazioni superiori ad 1/3 della corsa dell'acceleratore in modo ottenere un'ottima guidabilità a bassi carichi e una consistente potenza massima.
La lubrificazione (come per l'intera famiglia XL 600) era a carter secco con olio contenuto nel telaio, filtro a cartuccia sostituibile. L'albero motore era forzato e sostenuto da cuscinetti a sfere mentre l'equilibratura delle forze alterne del primo ordine fu affidata a un solo contralbero disposto anteriormente e comandato da un ingranaggio con una ruota dentata split per migliorare la silenziosità di funzionamento.

## XL 600 LM (1985)

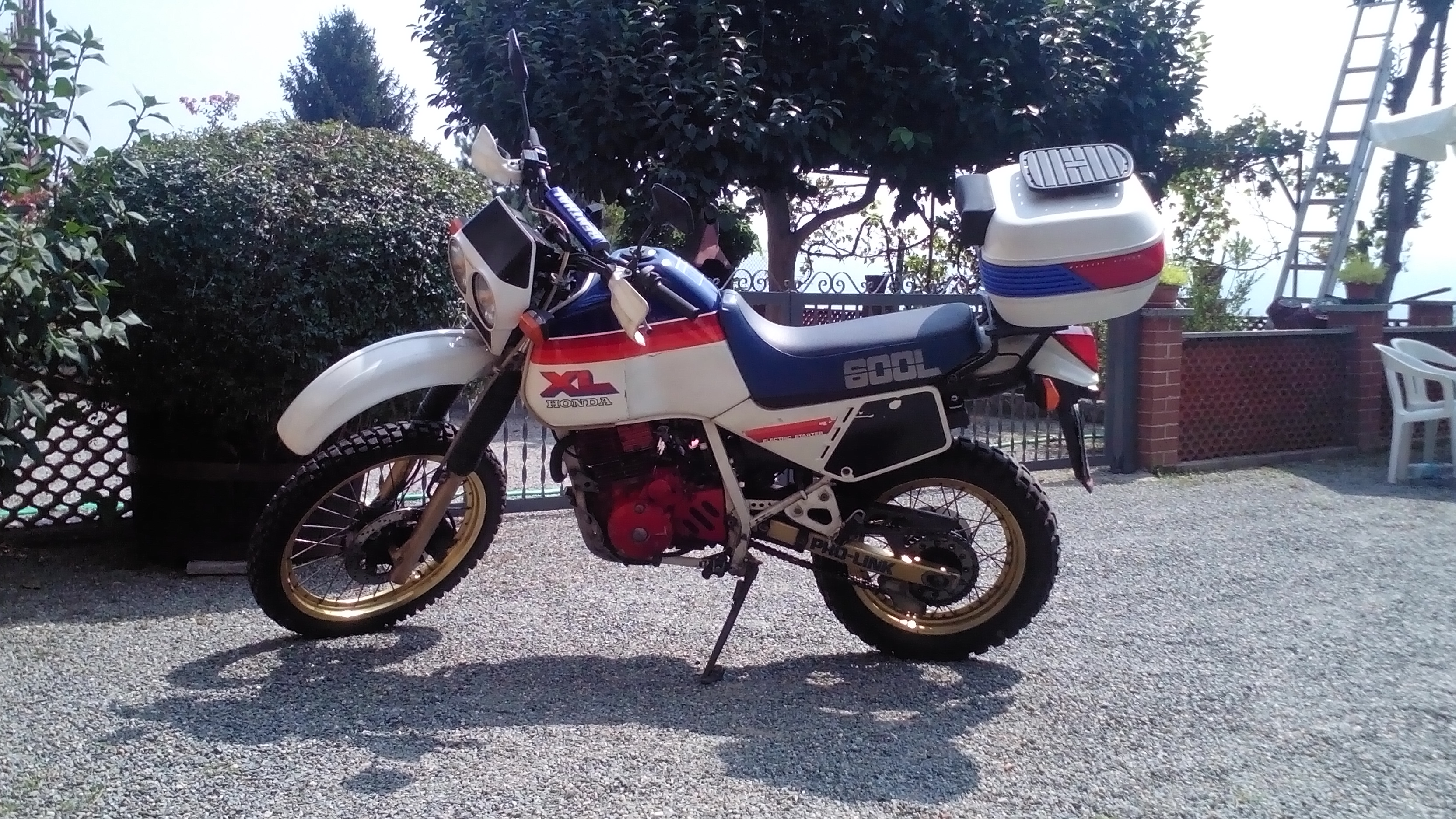
Honda XL 600 LM, versione con doppio faro

Cavalcando l'onda dei grandi raid desertici, Honda introdusse anche nel modello di più alta cilindrata un serbatoio ad alta capienza (28 L, di cui 6 di riserva), riprendendo una idea introdotta dalla stessa casa con la XL 500 R Paris-Dakar per prima nell'82 e successivamente ripresa da molte case, quali la Yamaha (che produsse la più celebre XT 600 Tenerè).
Altra importante novità fu l'introduzione dell'avviamento elettrico, che affiancò così l'ancora presente kickstarter, caratteristica che unita al grande serbatoio e alla presenza di nuovi cerchi tubeless ne fece uno dei mezzi preferiti dai viaggiatori di tutto il mondo.
Il caratteristico motore di 591 cc, rivisto nella tecnica, era lo stesso usato sulla XR 600R. La versione con il motore colorato di rosso è del 1985, mentre dall'anno successivo venne proposto nero in quanto utilizzato anche sulla XL 600 RM. Entrambi i coperchi del carter motore diventarono in magnesio per limitare l'aumento del peso dovuto al differente serbatoio e all'avviamento elettrico, viene eliminato il cavo di rinvio dal coperchio valvole al contagiri. Sono state introdotte nuove plastiche e una mascherina dotata di doppio faro, la quale però sarà sostituita da un faro singolo in Italia in seguito a problemi di omologazione.

## XL 600 RM (1986)
Il modello RM nasce per coniugare la maggior comodità del modello LM e l'agilità in fuoristrada della R: rimpicciolito a 12 litri il serbatoio e modificata la sella, è mantenuto il doppio avviamento.